# Ecionemia walkeri
Ecionemia walkeri är en svampdjursart som först beskrevs av de Laubenfels 1954.  Ecionemia walkeri ingår i släktet Ecionemia och familjen Ancorinidae. Inga underarter finns listade i Catalogue of Life.